# Джемільне
Джемі́льне —  село в Україні, у Старобільській міській громаді Старобільського району Луганської області. Населення становить 133 особи. Колишній орган місцевого самоврядування — Світлівська сільська рада.

## Населення

### Мова
Розподіл населення за рідною мовою за даними перепису 2001 року:
| Мова       | Кількість | Відсоток |
| ---------- | --------- | -------- |
| українська | 117       | 87.97%   |
| російська  | 16        | 12.03%   |
| Усього     | 133       | 100%     |